# غلشن أباد (شمس أباد)
غلشن أباد (بالفارسية: گلشن‌آباد) هي قرية تقع في إيران في مركزي. يقدر عدد سكانها بـ 192 نسمة .